# Gustaf Adolf Boltenstern Jr.
Gustaf Adolf Boltenstern Jr. (n. 15 mai 1904, Stockholm, Suedia-Norvegia – d. 31 martie 1995, Mariefred, Södermanlands län, Suedia) a fost un ofițer ce a reprezentat Suedia, medaliat olimpic. A participat la 4 ediții ale Jocurilor Olimpice (1932, 1948, 1952, 1956) în care a câștigat o medalie de aur și o medalie de argint.